# Ctenophysis
Ctenophysis is een geslacht van spinnen uit de familie hangmatspinnen (Linyphiidae).

## Soorten
De volgende soorten zijn bij het geslacht ingedeeld:
- Ctenophysis chilensis Millidge, 1985